# Odmieńcowate
Odmieńcowate (Proteidae) – rodzina płazów z rzędu płazów ogoniastych (Caudata).

## Występowanie
Wschodnie USA i granicząca Kanada; adriatyckie wybrzeże, najbardziej wysunięty na północ region Istrii i na południe aż do Czarnogóry; izolowana populacja w północno-wschodnich Włoszech.

## Charakterystyka
Posiadają niewielką głowę, małe lub szczątkowe oczy, słabe kończyny. Długość ciała wynosi od 12 do 50 cm. Wszystkie gatunki są neoteniczne. Żyją w wodzie, oddychają za pomocą skrzeli. Żywią się bezkręgowcami, małymi rybkami, skrzekiem, ikrą i kijankami.

## Systematyka
Do rodziny należą następujące rodzaje:
- Necturus Rafinesque, 1819
- Proteus Laurenti, 1768 – jedynym przedstawicielem jest Proteus anguinus Laurenti, 1768 – odmieniec jaskiniowy[24]